# Ric Waite
Ric Waite (* 10. Juli 1933 in Sheboygan, Wisconsin; † 18. Februar 2012 in Los Angeles, Kalifornien) war ein US-amerikanischer Kameramann.

## Leben
Richard Waite studierte zunächst Architektur und arbeitete dann als Modefotograf. Erste filmische Arbeiten realisierte er mit Werbespots für das Fernsehen, für das er dann auch Spielfilme fotografierte. Seit Mitte der 70er Jahre war Waite auch als Chefkameramann im Kinofilm tätig. Actionfilme gehören ebenso zu seinem Werk wie Komödien oder Musikfilme wie Footloose.
1977 wurde Waite für seine Kameraarbeit bei der Miniserie Der Preis der Macht mit einem Emmy ausgezeichnet.

## Filmografie (Auswahl)
- 1976: Aufstand der Ärzte (The Quality of Mercy)
- 1976: Labyrinth des Todes (The Murder Maze)
- 1977: Großalarm (Red Alert)
- 1979: Dann wären wir sechs (And Baby makes six)
- 1979: Long Riders (Long Riders)
- 1980: Die Schläger von Brooklyn (Defiance)
- 1980: Ein Baby im Haus (And Baby comes home)
- 1980: Grenzpatrouille (The Border)
- 1980: So ein Team gibt’s nicht noch einmal (The Comeback Kid)
- 1980: Terror in New York (The Revenge of the Stepford Wives)
- 1982: Nur 48 Stunden (48 Hrs.)
- 1982: Tex
- 1983: Class
- 1983: Dempsey
- 1984: Footloose
- 1984: Die rote Flut (Red Dawn)
- 1985: Alles hört auf mein Kommando (Volunteers)
- 1985: Die City-Cobra (Cobra)
- 1985: Ein total verrückter Urlaub (Summer Rental)
- 1985: Zum Teufel mit den Kohlen (Brewster's Millions)
- 1987: Die Nacht der Abenteuer (A Night on the Town)
- 1988: Ausgebrannt (Police Story: Burnout)
- 1988: Great Outdoors – Ferien zu dritt (The Great Outdoors)
- 1989: Zum Töten freigegeben (Marked for Death)
- 1991: Deadly Revenge – Das Brooklyn-Massaker (Out for Justice)
- 1992: Miami Affairs (Scam)
- 1992: Rapid Fire – Unbewaffnet und extrem gefährlich (Rapid Fire)
- 1993: Auf brennendem Eis (On Deadly Ground)
- 1993: Last Light
- 1996: Andersonville
- 1996: Das Glück hat sieben Augen (Money plays)
- 1997: Hope
- 1997: Ort der Wahrheit (Truth or Consequences, N.M.)
- 1999: Born To Kill – Tödliche Erinnerungen (Absence of the Good)
- 2001: Gefangen im Bermuda-Dreieck (The Triangle)